# Lomvie
Lomvien (Uria aalge) er en stor alkefugl, der lever i verdens nordlige have i et antal af ca. 3-4 millioner. Den yngler i tætte kolonier på stejle klippesider ud til havet eller understenblokke, men mest på stejle klippekyster, fuglefjelde. Uden for yngletiden lever den udelukkende på havet. 

## Kendetegn
Lomvien er med sin vægt på ca. 1 kg den største nulevende alkefugl, sammen med den nært beslægtede og lignende polarlomvie (den uddøde gejrfugl var betydeligt større). Oversiden er mørkt sortgrå, undersiden hvid med mørke flanker og vingeundersider. Næbbet er langt og spidst. 
I yngledragten går grænsen mellem mørk og hvidt tværs over halsen. I vinterdragt og ungfugledragt hvid forhals og hage og hvide kinder. 
Kroppen er strømlinet og den flyver hurtigt og svirrende. Fødderne er placeret langt tilbage på kroppen og forsynet med svømmehud. Den har en fremragende dykkeevne (ca. 180 m) og bevæger sig frem under vandet ved hjælp af vingerne, mens den styrer med fødderne.

## Udbredelse
Lomvien er almindelig i Nordatlanten. På Færøerne er bestanden i de sidste 30 år halveret til omkring 175.000. De tætteste bestande findes fra Skotland til Nordirland, hvor den samlede bestand er vurderet til lidt under 2 millioner fugle. 

### I Danmark
Mindst 200.000 lomvier forekommer i danske farvande fra slutningen af juli til februar. Lomvierne der overvintrer i Nordsøen og Kattegat stammer formodentlig mest fra de skotske kolonier, hvorimod lomvierne der overvintrer i de østlige farvande stammer fra Østersøens kolonier (i Sverige, Finland og Danmark selv).
Danmarks ynglebestand er vurderet som sårbar på den danske rødliste. Historisk ynglede den i kolonier på klipper i Bornholm-området, men forsvandt omkring år 1900. Den genindvandrede igen til Græsholm i 1920'erne og til Hammerknuden omkring 2012, og antallet har siden været stigende. I 2018 udgjorde den danske ynglepopulation omkring 2.000–3.000 par, med langt størstedelen på Græsholm. En lignende udvikling er set for dens slægtning alken.

## Føde
Lomviens føde udgøres hovedsagelig af små stimefisk, krebsdyr og bløddyr. 

## Ynglebiologi
Lomvien yngler først, når den er omkring 5 år gammel og den lægger kun et æg pr. sæson direkte på klippehylden. Ægget er pæreformet, så det ikke kan rulle ned fra fjeldhylden. Mister hunnen sit æg, er den i stand til at lægge et nyt æg. Kun 70 procent af æggene bliver til ungfugle og af dem dør knap 70 procent det første leveår. Når ungen er ca. tre uger, hopper den ud fra klippehylden og falder de ca. 40 meter ned til stenstranden. På grund af fedtet som ungen har på maven overlever de fleste faldet og kan forenes med sine forældre ude i vandet. Det er hannen som tager sig af ungen indtil den kan klare sig selv.
På fem år kan et lomviepar højst blive til 8 lomvier

## Billeder
|  |
|  |

|  |
|  |

|  |
|  |

|  |
|  |

|  |
|  |

|  |
|  |